# Sonate K. 87
Pour les articles homonymes, voir K87.
La sonate K. 87 (F.48/L.33) en si mineur est une œuvre pour clavier du compositeur italien Domenico Scarlatti.

## Présentation
La sonate K. 87 est un Andante de style vocal à la manière italienne, à la fois contrapuntique et polyphonique (quatre voix). Elle forme une paire avec la sonate précédente, elle aussi à plusieurs voix.
« Le contrepoint par degré et les suspensions syncopées évoquent Palestrina, compositeur que révérait Bernardo Pasquini, l’un des professeurs de Scarlatti ». Pasquini écrivait : « Qui prétend être musicien, ou organiste et ne goûte pas le nectar, qui ne boit pas le lait de ces divines compositions de Palestrina est, sans aucun doute et sera toujours, un pauvre diable ». Si pour Carlo Grante elle évoque l'influence d'une pièce de Frescobaldi (Fiori Musicali 1635), Tocata avanti la messa delli apostoli, Christopher Hail cite également le Preludio en si mineur extrait des Sonate d’intavolatura (1716) de Zipoli.
Par son « extraordinaire intensité expressive » cette pièce anticipe le caractère et le style de la maturité du compositeur.
Le thème méditatif, qui revient sans cesse, évoque un rondo. Plus spécifiquement, il offre des ressemblances avec La Villageoise du livre de 1724 de Rameau.

## Manuscrits
Le manuscrit principal est le numéro 52 du volume XIV (Ms. 9770) de Venise (1742), copié pour Maria Barbara ; l'autre est Parme II 28 (Ms. A. G. 31407).

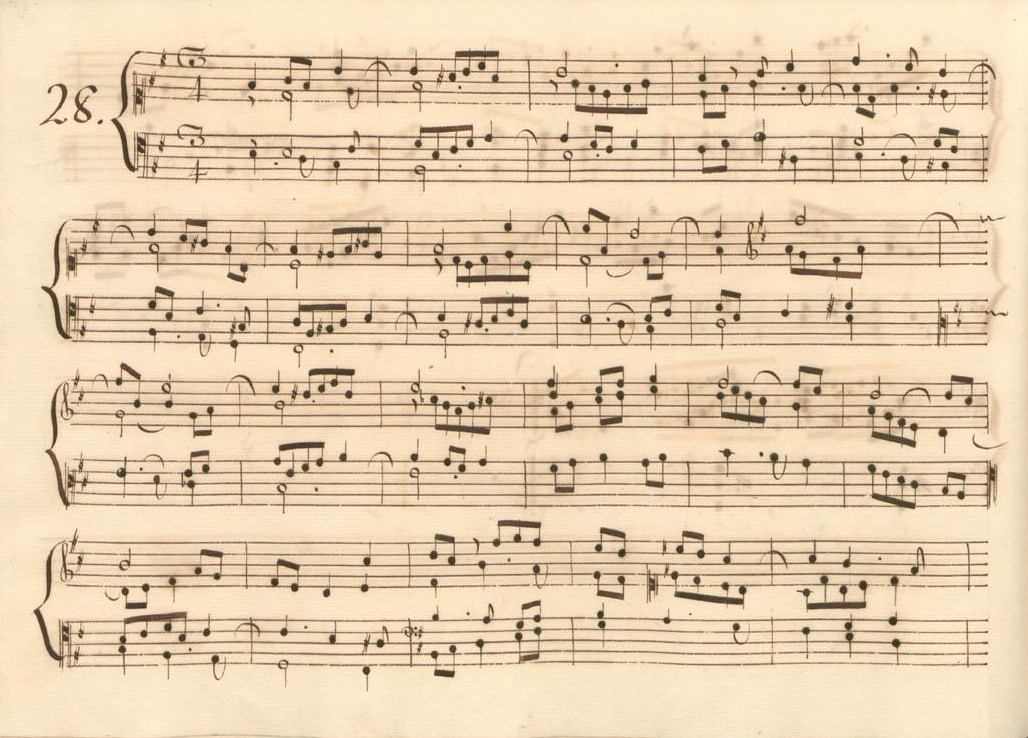
Parme II 28.
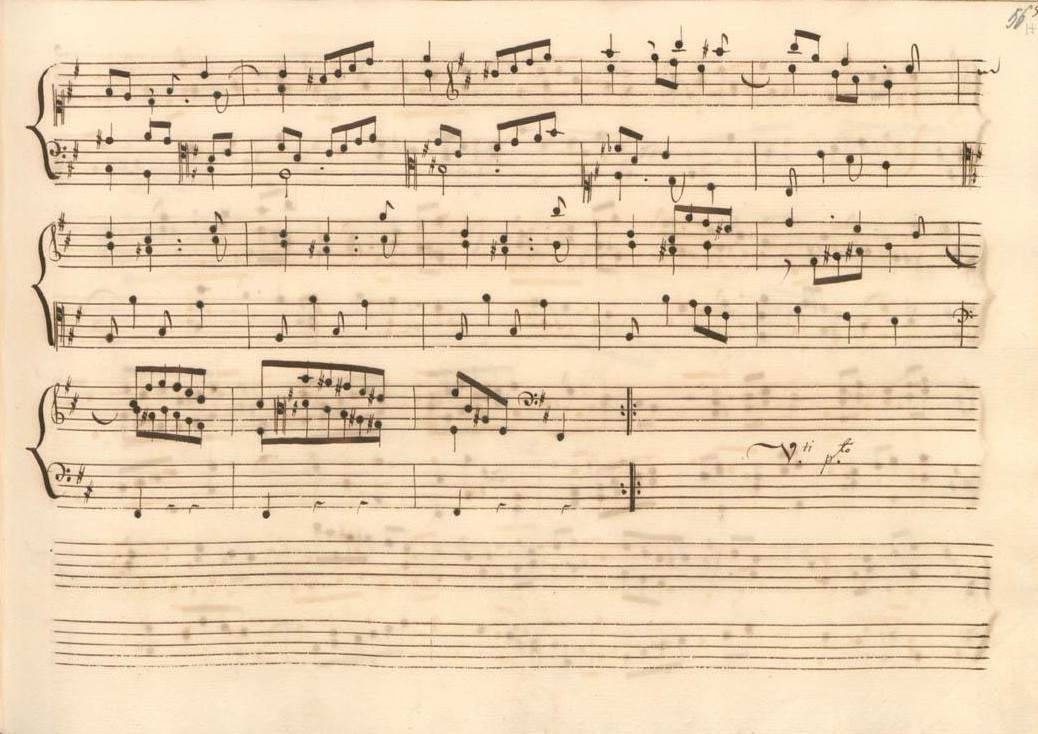
Parme II 28 (fin de la première section).
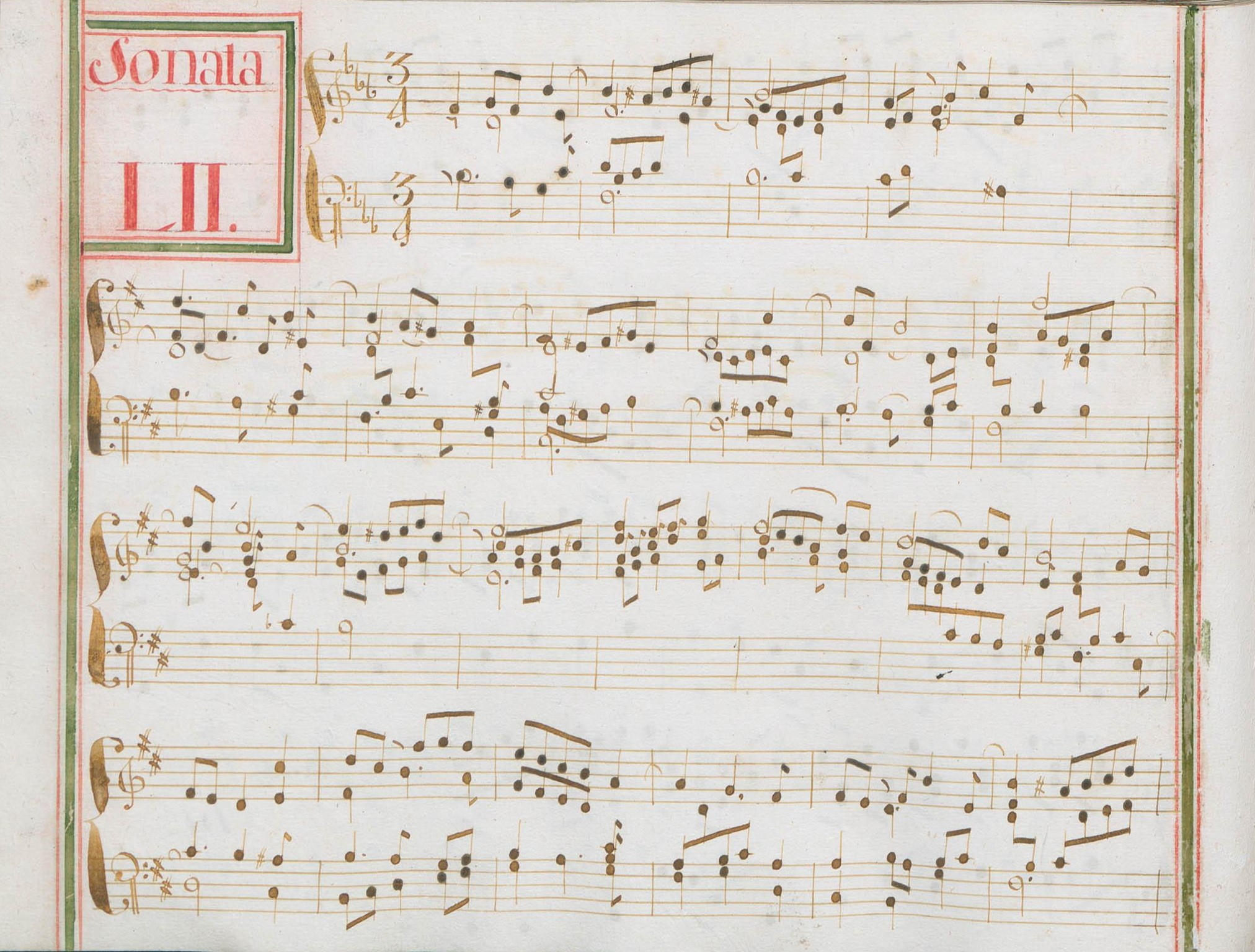
Venise XIV 52.
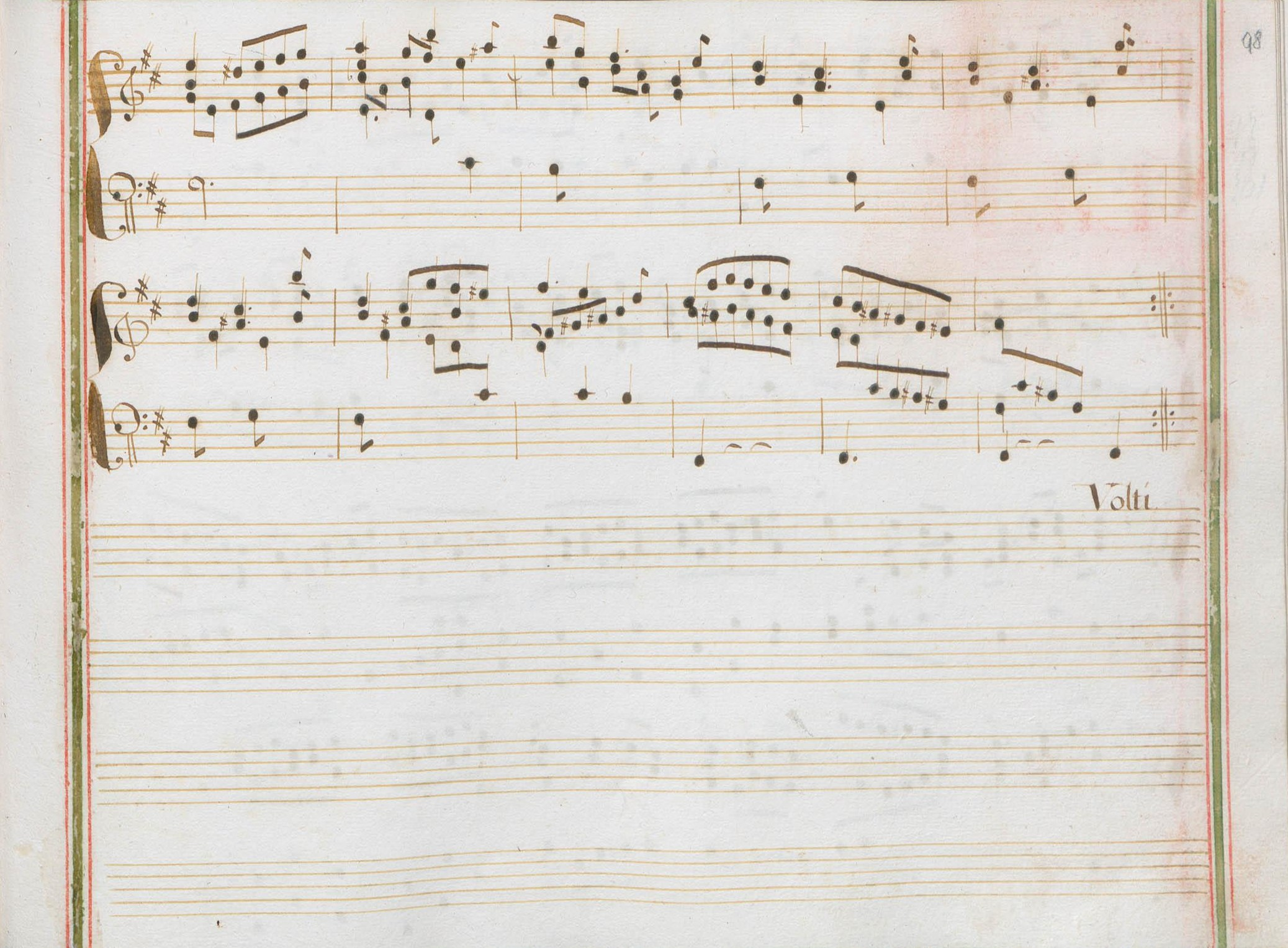
Venise XIV 52 (fin de la première section).
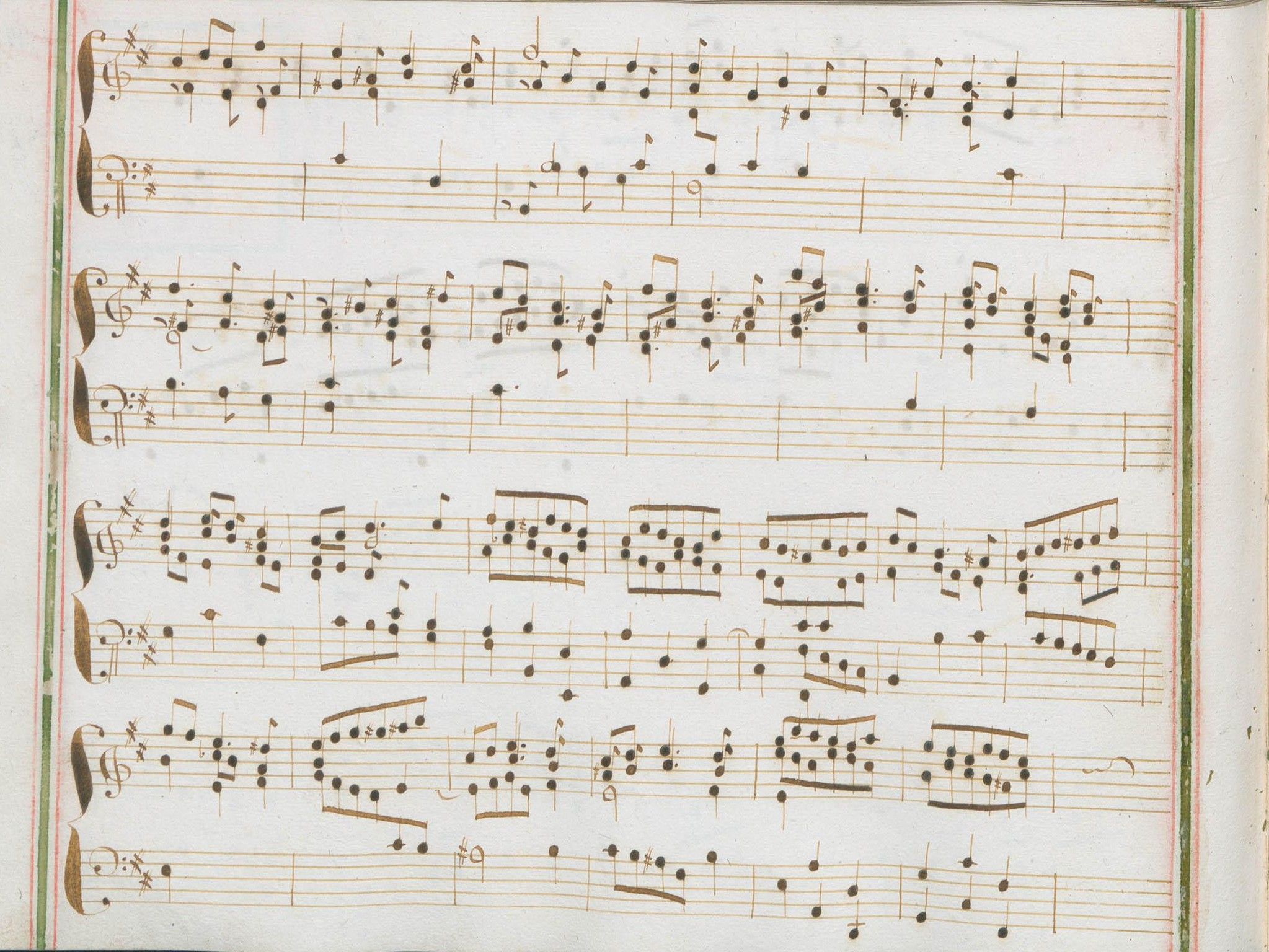
Venise XIV 52 (Début de la seconde section).
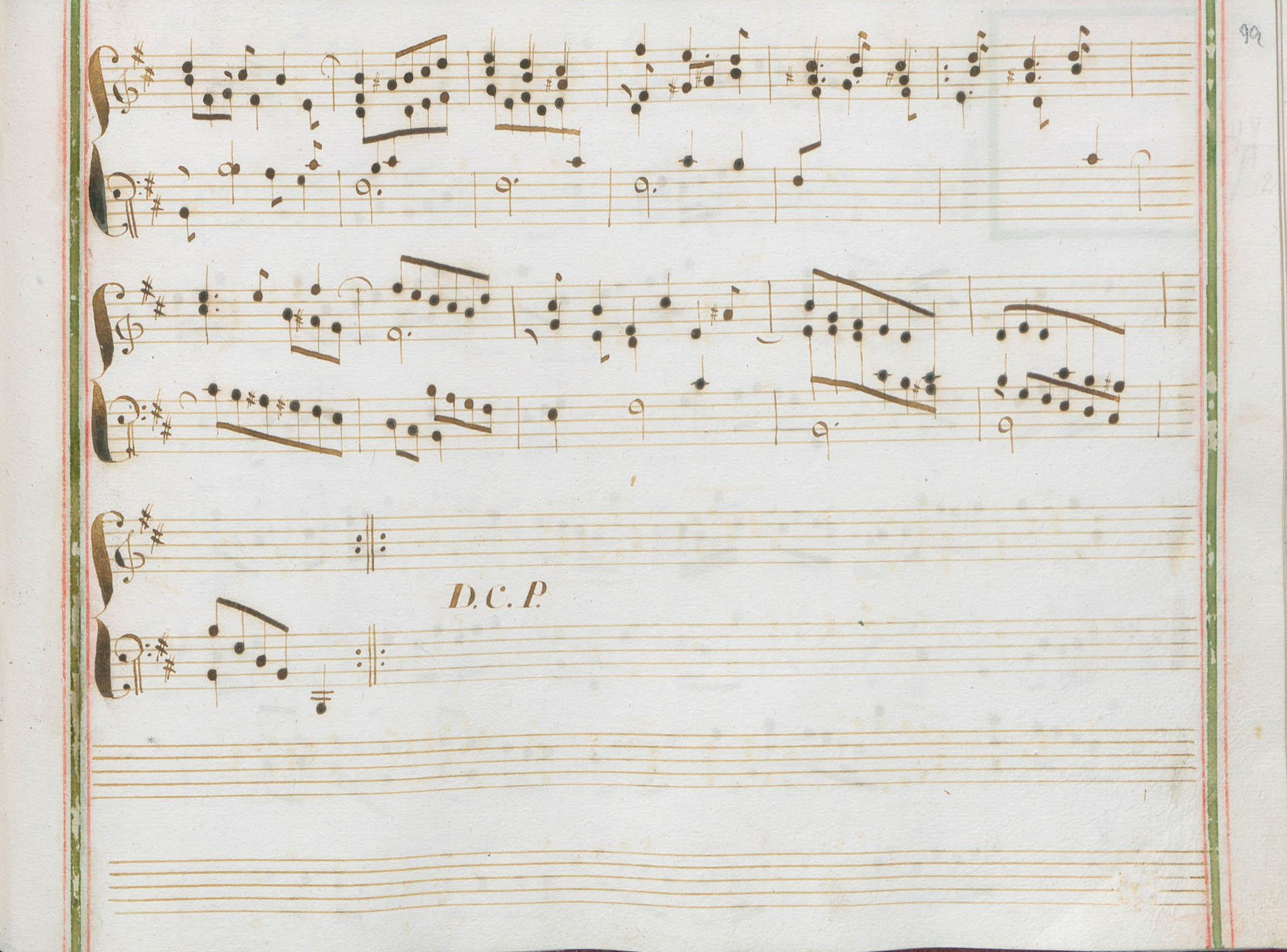
Venise XIV 52 (fin de la sonate).

## Arrangement
La sonate K. 87 fait partie de la sélection d'œuvres orchestrées pour le ballet Le donne de buon umore de Vincenzo Tommasini en avril 1917 à Rome, et présenté par les Ballets russes de Serge de Diaghilev.

## Interprètes
Les grands interprètes de la sonate K. 87, l'une des plus jouées, au piano sont, Marcelle Meyer (1954), Clara Haskil (c.1946, BBC/Tahra ; 1951 Philips et 1953, Hänssler), Vladimir Horowitz (1946, RCA et 1985, DG ; Moscou, 1986, DG ; Berlin ; 1986, Sony), mais aussi Anne Queffélec (1970, Erato), Heidi Kommerell (1985, Audite), Ivo Pogorelich (DG), Mikhaïl Pletnev (1994, Virgin), Racha Arodaky (2007, Zig-Zag Territoires), Maxim Bernard (2017, Pentatone), Lorenzo Materazzo (2018, Austrian Gramophone), Federico Colli (2019, Chandos, vol. 2), Marco Fumo (it) (2022, Odradeck), Julius Asal (2023, DG) et Hikari Fukuda (2025, OMF).
Au clavecin, Zuzana Růžičková (1965, Supraphon), Edward Parmentier (1985, Wildboar), Scott Ross (1985, Erato), Virginia Black (1986, EMI), Bob van Asperen (1991, EMI), Andreas Staier (1992, DHM), Colin Booth (1994, Olympia), Ottavio Dantone (Stradivarius), Carole Cerasi (2010, Metronome), Ignacio Prego (2020, Glossa) et bien d'autres l'ont enregistrée ; tandis que Tedi Papavrami en a donné une transcription violon seul, qu'il a publiée en 2006 sous le label Æon. Uroš Barič l'a jouée à la guitare, de même que Alberto Mesirca (2007, Paladino Music). Anne Nissinen (2007, Ricercar) et Heinrich Walther (2023, Organum Classics) l'interprètent à l'orgue.
Au pianoforte, Linda Nicholson l'interprète sur un instrument de Denzil Wraight, 2015 d'après un Cristofori-Ferrini de 1730 (2015, Passacaille).

## Sources
: document utilisé comme source pour la rédaction de cet article.
- Ralph Kirkpatrick (trad. de l'anglais par Dennis Collins), Domenico Scarlatti, Paris, Lattès, coll. « Musique et Musiciens », 1982 (1re éd. 1953 (en)), 493 p. (ISBN 978-2-7096-0118-4, OCLC 954954205, BNF 34689181).
- (en) Nicholas Anderson, « Sonates pour clavecin — Trevor Pinnock », p. 3–6, CRD (3368), 1981 .
- Alain de Chambure, « Domenico Scarlatti : Intégrale des sonates — Scott Ross », p. 181–182, Erato (2564-62092-2), 1985 (OCLC 891183737) .
- Pinuccia Carrer (trad. Emmanuelle Bousquet), « Intégrale des sonates, vol. 2 : La manière italienne », p. 20–23, Stradivarius (STR 33501), 1999 .
- (en) Carlo Grante, « Domenico Scarlatti, intégrale des sonates pour clavier (vol. 1) », Music & Arts (CD-1236), 2010 .